# Veszprém vármegyei 2. sz. országgyűlési egyéni választókerület
A Veszprém vármegyei 2. sz. országgyűlési egyéni választókerület egyike annak a 106 választókerületnek, amelyre a 2011. évi CCIII. törvény Magyarország területét felosztja, és amelyben a választópolgárok egy-egy országgyűlési képviselőt választhatnak. A választókerület nevének szabványos rövidítése: Veszprém 02. OEVK. Székhelye: Balatonfüred

## Területe
A választókerület az alábbi településeket foglalja magába:
1. Alsóörs
2. Aszófő
3. Balatonakali
4. Balatonakarattya
5. Balatonalmádi
6. Balatoncsicsó
7. Balatonfőkajár
8. Balatonfüred
9. Balatonfűzfő
10. Balatonhenye
11. Balatonkenese
12. Balatonszepezd
13. Balatonszőlős
14. Balatonudvari
15. Barnag
16. Berhida
17. Csajág
18. Csopak
19. Dörgicse
20. Felsőörs
21. Hidegkút
22. Köveskál
23. Küngös
24. Litér
25. Lovas
26. Mencshely
27. Monoszló
28. Óbudavár
29. Örvényes
30. Ősi
31. Paloznak
32. Papkeszi
33. Pécsely
34. Pétfürdő
35. Szentantalfa
36. Szentjakabfa
37. Szentkirályszabadja
38. Tagyon
39. Tihany
40. Tótvázsony
41. Várpalota
42. Vászoly
43. Veszprémfajsz
44. Vöröstó
45. Zánka

## Országgyűlési képviselője
| Név            | Párt                                         | Párt        | Terminus | Megjegyzés                                   |
| -------------- | -------------------------------------------- | ----------- | -------- | -------------------------------------------- |
| Kontrát Károly |                                              | Fidesz-KDNP | 2014 –   | A 2014-es országgyűlési választás eredménye: |
| Kontrát Károly | A 2018-as országgyűlési választás eredménye: | Fidesz-KDNP | 2014 –   |                                              |
| Kontrát Károly | A 2022-es országgyűlési választás eredménye: | Fidesz-KDNP | 2014 –   |                                              |

## Demográfiai profilja
| Iskolai végzettség                | Iskolai végzettség               | Iskolai végzettség | Iskolai végzettség | Iskolai végzettség |
| --------------------------------- | -------------------------------- | ------------------ | ------------------ | ------------------ |
|                                   |                                  |                    |                    | fő                 |
| Általános iskolát nem végezte el  | Általános iskolát nem végezte el |                    | 1089               | 1089               |
| Általános iskola                  | Általános iskola                 |                    | 11311              | 11311              |
| Szakmunkás                        | Szakmunkás                       |                    | 18973              | 18973              |
| Érettségi                         | Érettségi                        |                    | 24617              | 24617              |
| Diploma                           | Diploma                          |                    | 15717              | 15717              |
| A 2022. évi népszámlálás szerint. |                                  |                    |                    |                    |

A Veszprém vármegyei 2. sz. választókerület lakónépessége 2022. október 1-jén 86 485 fő volt. A 2011-es és a 2022-es népszámlálás között 566 fővel nőtt a választókerület lakosság száma. A választókerületben a korösszetétel alapján a legtöbben a középkorúak élnek 31 944 fővel, míg a legkevesebben a gyermekek 14 778 fővel. A választókerület lakosságának a 85,2%-nál van internet elérési lehetőség.
A legmagasabb befejezett iskolai végzettség szerint az érettségi végzettséggel rendelkezők élnek a legtöbben 24 617 fő, utánuk a következő nagy csoport a szakmunkások 18 973 fővel.
Gazdasági aktivitás szerint a lakosság közel fele foglalkoztatott 42 700 fő, második legjelentősebb csoport az inaktív keresők, akik főleg nyugdíjasok 21 516 fővel.
A választókerület legjelentősebb nemzetiségi csoportja a német 1709 fő, illetve a cigány 521 fő. Magyar állampolgársággal nem rendelkező külföldi állampolgárok aránya 1,3%.
Vallási összetétel szerint a választókerületben lakók legnagyobb vallása a római katolikus (21 035 fő), valamint jelentős közösség még a reformátusok (6766 fő). A vallási közösséghez nem tartozók száma szintén jelentős (10 269 fő), a választókerületben a második legnagyobb csoport a római katolikus vallás után.

## Országgyűlési választások

### 2014
A 2014-es országgyűlési választáson az alábbi jelöltek indultak:

### 2018
A 2018-as országgyűlési választáson az alábbi jelöltek indultak: